# Borohiv, Kiverți
Borohiv (în ucraineană Борохів) este localitatea de reședință a comunei Borohiv din raionul Kiverți, regiunea Volînia, Ucraina.

## Demografie
Componența lingvistică a localității Borohiv
     Ucraineană (99,62%)
     Alte limbi (0,38%)
Conform recensământului din 2001, majoritatea populației localității Borohiv era vorbitoare de ucraineană (99,62%), existând în minoritate și vorbitori de alte limbi.